# Теория вероятностей
Тео́рия вероя́тностей — раздел математики, изучающий случайные события, случайные величины, их свойства и операции над ними.

## История
Возникновение теории вероятностей как науки относят к средним векам и первым попыткам математического анализа азартных игр (орлянка, кости, рулетка). Первоначально её основные понятия не имели строго математического вида, к ним можно было относиться как к некоторым эмпирическим фактам, как к свойствам реальных событий, и они формулировались в наглядных представлениях. Самые ранние работы учёных в области теории вероятностей относятся к XVII веку. Исследуя прогнозирование выигрыша в азартных играх, Джероламо Кардано, Блез Паскаль и Пьер Ферма открыли первые вероятностные закономерности, возникающие при бросании костей. Под влиянием поднятых и рассматриваемых ими вопросов решением тех же задач занимался и Христиан Гюйгенс. При этом с перепиской Паскаля и Ферма он знаком не был, поэтому методику решения изобрёл самостоятельно. Его работа, в которой вводятся основные понятия теории вероятностей (понятие вероятности как величины шанса; математическое ожидание для дискретных случаев, в виде цены шанса), а также используются теоремы сложения и умножения вероятностей (не сформулированные явно), вышла в печатном виде на двадцать лет раньше (1657 год) издания писем Паскаля и Ферма (1679 год).
Важный вклад в теорию вероятностей внёс Якоб Бернулли: он дал доказательство закона больших чисел в простейшем случае независимых испытаний.
В XVIII веке важное значение для развития теории вероятностей имели работы Томаса Байеса, сформулировавшего и доказавшего Теорему Байеса.
В первой половине XIX века теория вероятностей начинает применяться к анализу ошибок наблюдений: Виктор Буняковский, продолжая исследования Михаила Остроградского, в своих работах вывел первые основные формулы; Лаплас и Пуассон доказали первые предельные теоремы. Карл Гаусс детально исследовал нормальное распределение случайной величины (см. график выше), также называемое «распределением Гаусса».
Во второй половине XIX века значительный вклад внёс ряд европейских и русских учёных: П. Л. Чебышёв, А. А. Марков и А. М. Ляпунов. В это время были доказаны закон больших чисел, центральная предельная теорема, а также разработана теория цепей Маркова.
Современный вид теория вероятностей получила благодаря аксиоматизации, предложенной Андреем Николаевичем Колмогоровым. В результате теория вероятностей приобрела строгий математический вид и окончательно стала восприниматься как один из разделов математики.

## Основные понятия теории
- Вероятность
- Вероятностное пространство
- Случайная величина
- Локальная теорема Муавра — Лапласа
- Функция распределения
- Математическое ожидание
- Дисперсия случайной величины
- Независимость
- Условная вероятность
- Закон больших чисел
- Центральная предельная теорема
- Байесовская вероятность

### А
- Ахтямов А. М. Теория вероятностей и случайных процессов для студентов экономических факультетов. — Уфа: РИО БашГУ, 2005. — 304 c.
- Ахтямов А. М. Экономико-математические методы. Ч.1. Теория вероятностей и приложения: Учебное пособие. — Уфа: РИЦ БашГУ, 2007. — 376 с. — ISBN 978-6-7477-1829-6
- Ахтямов А. М. Теория вероятностей для социально-экономических специальностей. М.: Физматлит, 2016. — 304 с.

### Б
- Баврин И. И. Высшая математика (Часть 2. «Элементы теории вероятностей и математической статистики»). — М.: Наука, 2000.
- Бекарева Н. Д. Теория вероятностей. Конспект лекций. — Новосибирск, НГТУ
- Боровков А. А. Математическая статистика. — М.: Наука, 1984.
- Боровков А. А. Теория вероятностей: учеб. пособие. — 2-е изд., перераб. и доп. — Москва: Наука, 1986. — 432 с.
- Булдык Г. М. Теория вероятностей и математическая статистика. — Мн.: Высш. шк., 1989.
- Булинский А. В., Ширяев А. Н. Теория случайных процессов. — М.: Физматлит, 2003.

### В
- Вентцель Е. С. Теория вероятностей. — М.: Наука, 1969. — 576 с.
- Вентцель Е. С. Теория вероятностей. — 10-е изд., стер.. — М.: Академия, 2005. — 576 с. — ISBN 5-7695-2311-5.

### Г
- Гихман И. И. Теория вероятностей и математическая статистика: учебник для мат. спец. ун-тов и техн. вузов / И. И. Гихман, А. В. Скороход, М. И. Ядренко. — 2-е изд., перераб. и доп. — Киев: Выща шк., 1988. — 439 с. — ISBN 5-11-000108-1
- Гихман И. И., Скороход А. В. Введение в теорию случайных процессов. — М.: Наука, 1977.
- Гмурман В. Е.[укр.] Теория вероятностей и математическая статистика: Учеб. пособие. — 12-е изд., перераб. — М.: Высшее образование, 2006. — 479 с.: ил. — (Основы наук).
- Гмурман В. Е. Руководство к решению задач по теории вероятностей и математической статистике: Учеб. пособие. — 11-е изд., перераб. — М.: Высшее образование, 2006. — 404 с. — (Основы наук).
- Гнеденко Б. В. Курс теории вероятностей. — М.: Наука, 1988. — 406 с.
- Гнеденко Б. В. Курс теории вероятностей. — М.: УРСС, 2001.
- Гнеденко Б. В., Хинчин А. Я. Элементарное введение в теорию вероятностей. — 1970.
- Гурский Е. И. Сборник задач по теории вероятностей и математической статистике. — Минск: Высшая школа, 1975.

### Д
- Данко П. Е., Попов А. Г., Кожевников Т. Я. Высшая математика в упражнениях и задачах. — в 2 частях. — М.: Высшая школа, 1986.

### Е
- Ефимов А. В., Поспелов А. Е. и др. 4 часть // Сборник задач по математике для втузов. — 3-е изд., перераб. и дополн.. — М.: Физматлит, 2003. — Т. 4. — 432 с. — ISBN 5-94052-037-5.

### К
- Клейбер И. А. Некоторые приложения теории вероятностей к метеорологии. / [Соч.] И. А. Клейбера; Под ред. Н. В. Мушкетова. — СПб.: Тип. Имп. Акад. наук, 1887. — [2], 37 c.: табл. — (Записки имп. рус. геогр. о-ва по общей географии; т. XV, № 8).
- Колемаев В. А. и др. Теория вероятностей и математическая статистика: учебное пособие для студ. экон. спец. вузов / В. А. Колемаев, О. В. Староверов, В. Б. Турундаевский. — М.: Высшая школа, 1991. — 399 с. — ISBN 5-06-001545-9
- Колмогоров А. Н. Основные понятия теории вероятностей. — Изд. 2-е. — Москва: Наука, 1974. — 120 с. — (Теория вероятностей и математическая статистика)
- Коршунов Д. А., Фосс С. Г. Сборник задач и упражнений по теории вероятностей. — Новосибирск, 1997.
- Коршунов Д. А., Чернова Н. И. Сборник задач и упражнений по математической статистике. — Новосибирск, 2001.
- Кремер Н. Ш. Теория вероятностей и математическая статистика: Учебник для ВУЗов. — 2-е изд., перераб. и доп.— М.: ЮНИТИ-ДАНА, 2004. — 573 с.
- Кузнецов А. В. Применение критериев согласия при математическом моделировании экономических процессов. — Мн.: БГИНХ, 1991.

### Л
- Лихолетов И. И., Мацкевич И. Е. Руководство к решению задач по высшей математике, теории вероятностей и математической статистике. — Мн.: Выш. шк., 1976.
- Лихолетов И. И. Высшая математика, теория вероятностей и математическая статистика. — Мн.: Выш. шк., 1976.
- Лоэв М. В. Теория вероятностей. — М.: Издательство иностранной литературы, 1962. — 720 с.

### М
- Маньковский Б. Ю. Таблица вероятности.
- Мацкевич И. П., Свирид Г. П. Высшая математика. Теория вероятностей и математическая статистика. — Мн.: Выш. шк., 1993.
- Мацкевич И. П., Свирид Г. П., Булдык Г. М. Сборник задач и упражнений по высшей математике. Теория вероятностей и математическая статистика. — Мн.: Выш. шк., 1996.
- Мейер П.-А. Вероятность и потенциалы / Перевод с англ. В. И. Аркина и М. П. Ершова; Под ред. А. Н. Ширяева. — Москва: Мир, 1973. — 334 с.
- Млодинов Л. (Не)совершенная случайность

### Н
- Натан А. А., Горбачёв О. Г., Гуз С. А. Теория вероятностей. : учеб. пособие. — М.: МЗ Пресс — МФТИ, 2007. — 253 с. — ISBN 5-94073-099-X.

### О
- Орлов А. И. Вероятность и прикладная статистика: основные факты: справочник . — М.: КНОРУС, 2010. — 192 с. — ISBN 978-5-406-04698-2

### П
- Прохоров А. В., Ушаков В. Г., Ушаков Н. Г. Задачи по теории вероятностей: Оснвные понятия. Предельные теоремы. Случайные процессы: Учебное пособие — М.: Наука. Гл. ред. физ.-мат. лит., 1986. — 328 с.
- Прохоров Ю. В., Розанов Ю. А. Теория вероятностей (Основные понятия. Предельные теоремы. Случайные процессы) — М.: Главная редакция физико-математической литературы изд-ва «Наука», 1973. — 496 стр.
- Пугачёв В. С. Теория вероятностей и математическая статистика. — М.: Физматлит, 2002. — 496 с.

### Р
- Розанов Ю. А. Теория вероятностей, случайные процессы и математическая статистика: учебник для студ. вузов. — 2-е изд., доп. — М.: Наука, 1989. — 312 с. — ISBN 5-02-013952-1
- Ротарь В. И. Теория вероятностей: [Учеб. пособие для вузов по спец. «Прикл. математика»]. — М.: Высш. шк., 1992. — 367, [1] с. — ISBN 5-06-002316-8

### С
- Анализ вероятностных зависимостей : [учеб. пособие] / А. И. Самыловский. — М. : МФТИ, 1983. — 87 с. : граф.; 20 см.
- Математические модели и методы для социологов : учебник для студентов ВУЗов … по спец. 040200 — «Социология» / А. И. Самыловский ; Московский гос. ун-т им. М. В. Ломоносова, Социологический фак. — Москва : Кн. Дом Ун-т, 2009. — 21 см. Кн. 1: Теория вероятностей. — 215 с. : табл.; ISBN 978-5-98227-652-0
- Свешников А. А. и др. Сборник задач по теории вероятностей, математической статистике и теории случайных функций. — М.: Наука, 1970.
- Свирид Г. П., Макаренко Я. С., Шевченко Л. И. Решение задач математической статистики на ПЭВМ. — Мн.: Выш. шк., 1996.
- Севастьянов Б. А. Курс теории вероятностей и математической статистики. — М.: Наука, 1982.
- Севастьянов Б. А., Чистяков В. П., Зубков А. М. Сборник задач по теории вероятностей. — М.: Наука, 1986.
- Секей Г. Парадоксы в теории вероятностей и математической статистике. — М.: Мир, 1990.
- Соколенко А. И. Высшая математика: учебник. — М.: Академия, 2002.
- Соколенко О. І. Вища математика: Пiдручник для вузiв. — К.: Академiя, 2002. — 432 с. — (Альма-матер). — ISBN 966-580-127-9.

### Ф
- Феллер В. Введение в теорию вероятностей и её приложения: в 2-х т. Т. 1. — Москва: Мир, 1984. — 527 с.

### Х
- Хамитов Г. П., Ведерникова Т. И. Вероятности и статистики. — Иркутск: БГУЭП, 2006.

### Ч
- Чистяков В. П. Курс теории вероятностей. — 5-е издание. — М.: Агар, 2000. — 256 с. (1-е, 2-е, 3-е издание, М.: Наука, 1978, 1982, 1987; 4-е издание, М.: Агар, 1996).
- Чернова Н. И. Теория вероятностей: Учебн. пособие / Новосиб. гос. ун-т. — Новосибирск, 2007. — 160 с. — ISBN 978-5-94356-506-9.

### Ш
- Шейнин О. Б. Теория вероятностей. Исторический очерк. — Берлин: NG Ferlag, 2005. — 329 с.
- Ширяев А. Н. Вероятность. — М.: Наука, 1989.
- Ширяев А. Н. Основы стохастической финансовой математики. В 2 томах. — М.: ФАЗИС, 1998.